# 歯科理工学

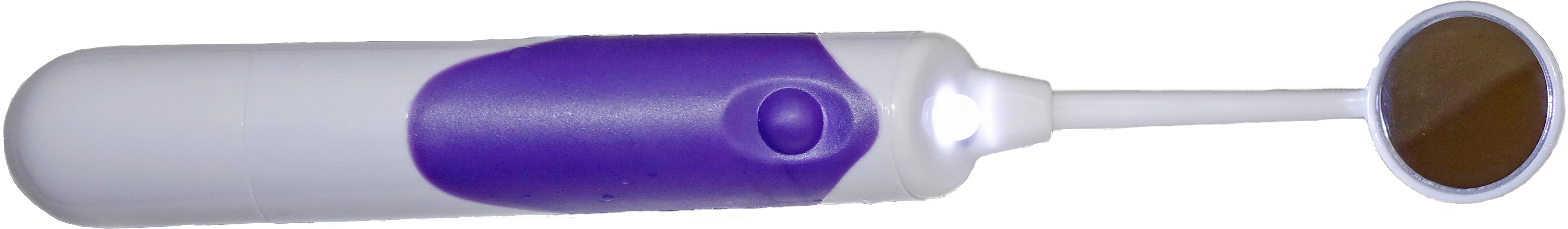

歯科理工学（しかりこうがく、英語：dental materials and devices）は基礎歯学の一分野であり、顎口腔領域で用いられる種々の材料・器械・器具について生体全体の観点から研究を行う学問である。近年、歯科材料の発展はめざましく、基礎歯学としての歯科理工学の重要性はさらに増してきている。

## 歴史
歯科理工学という言葉が最初に現れたのは、1928年に東京高等歯科医学校の設立時に島峰徹が当時使われていた歯科材料学等ではなく、歯科理工学という言葉を選んだ際である。1947年には歯科教育審議会の教授要項に「歯科理工学」として取り上げられ、1950年には「歯科理工学」という題名の書籍が出版された。

## 関係する学会
- 日本歯科理工学会